# メゾン・カレ
メゾン・カレ（Maison Carrée）は、南フランスのオクシタニー地域圏ニームにある古代の建築物で、ローマ帝国の版図の中でも特に保存状態がよい古代の神殿のひとつである。

## 歴史
紀元前16年ごろ建設され、続く数年でローマのパンテオンの最初の施主でもあったマルクス・ウィプサニウス・アグリッパの手により再建された。そして紀元2年から5年ごろ、アグリッパの2人の息子ガイウス・カエサルとルキウス・カエサルを祭るようになった。2人はアウグストゥスの後継者だったが、そのころ相次いで早世している。ガイウスとルキウスに捧げられた碑文は中世期に除去された。しかし1758年、地元の学者 Jean-François Séguier は、ポルチコのファサードにあった穴の数と位置から碑文の再現に成功した（碑文は青銅製の文字を打ち付けたものだった）。
この神殿は4世紀にキリスト教の教会に転用され、ローマが国教をキリスト教と定めた後に異教の神殿などが破壊された際にも破壊を免れた。その後、会議場などに使われ、フランス革命期には政府所有の馬のための馬小屋となり、さらに市の公文書保管庫とされた。1823年以降は美術館となった。そのフランス語の名称は古語 carré long に由来し、「長方形」を意味しており、この建物の外形を指している。

## 建築

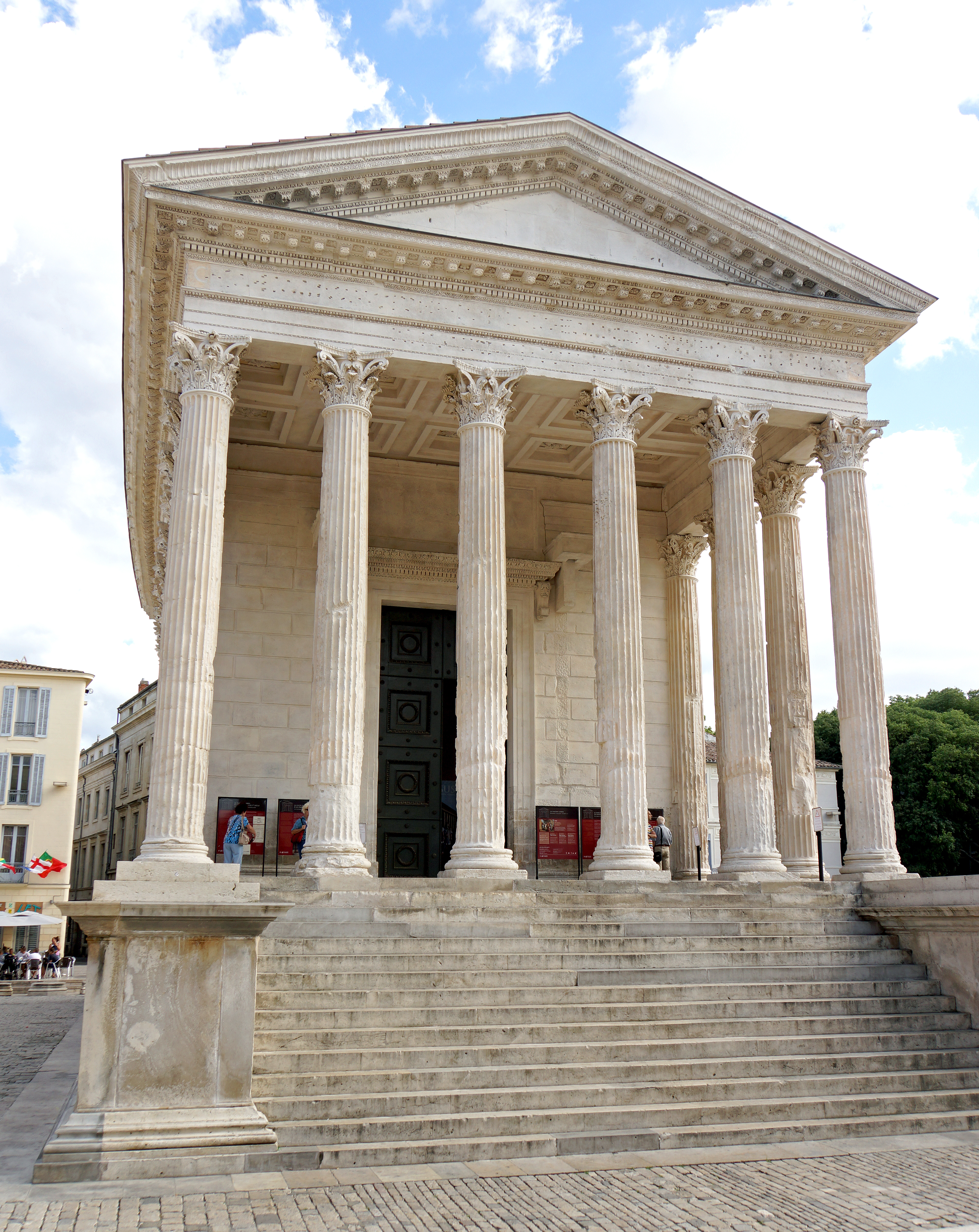
正面

メゾン・カレはウィトルウィウス的古典建築の典型例である。土台は2.85mの高さで、幅13.54m、長さ26.42mの長方形で、当時のローマ都市のフォルムにそびえていた。ファサードはポルチコになっていて、長辺の3分の1ほどの深さがある。6柱式のポルチコで、6本のコリント式円柱がペディメントの下に並んでいる。「擬周翼式 (pseudoperipteral)」になっており、20本の柱が内陣の壁に埋め込まれている。柱の上のアーキトレーブは雨どい代わりの2本の溝で3つの部分に分かれており、その比率は1:2:3になっている。卵鏃飾りでアーキトレーブとフリーズが隔てられている。フリーズにはローゼットとアカンサスの浮き彫りの装飾があり、その上に精巧な歯飾りがある。
大きな扉（高さ6.87m、幅3.27m）の中の部屋は窓がなく、思ったほど広くない。今ではここで展覧会が時折開催されている。内部には古代の装飾は全く残っていない。
- 端正な建物の線や仕上がり、整った均衡、優雅な縦溝装飾の円柱はギリシアの影響を示している。以下の彫刻による装飾も同様である。コリントス模様の柱頭、真珠模様が並んだ装飾で律動感を与えるアーキトレーブ、唐草模様のフリーズ、バラ模様、稲妻模様、獅子の顔模様の軒持ち送りのあるコーニス。
- 基壇の下には神殿の古記録、宝物、様々な器具を納めるための部屋があった[6]。

メゾン・カレは前庭高台に立っている。前庭高台(エスプラナード)とはニームの建築家が彼独特の新しい工夫を図式に導き入れたものである。前庭高台は広場に臨む神殿の基壇(ポディウム)の周囲を占め、さらに両側面の柱廊まで延びている。これによりニームの建築家は階層的な構成を実現した。また、時代の精神を万全に表すものでもあった。一般に階層的構成は自然の起伏の激しいところにみられ、パレストリーナが最初の例で、同じころニームやカルタゴにもつくられた。この構成と神殿とはもっとも効果的に合致するものであった。しかし激しい起伏が存在するので実際に工事する上で不便であった。地勢がこうした構成をとらせないで済む場合にはこの考えが生かされていないこともこの事情が説明する。
さらにメゾン・カレにはローマ人がエルトリア人から借用した基壇によって3メートルも高められていた。したがって堂内に入るにはあらゆるラテン神殿の場合と同じく主要ファサードの前に設けられた階段を上る必要があった。

## 現状
この建物は何世紀にも渡って修理されてきた。19世紀まで、周囲に隣接する建築物と複合体を構成していた。しかし、（1821年から1907年まで）Musée des Beaux-Arts de Nîmes という美術館として使われるようになったとき周辺の建物が除去され、ローマ時代の姿を取り戻した。ポルチコは19世紀初頭に再建され、そのときローマ風の天井も再現された。現在の扉は1824年に作られたものである。
1988年から1992年にも修復が行われた。このとき、屋根が架け替えられ、周辺の広場が整備され、フォルムの輪郭が明らかになった。広場の反対側にはノーマン・フォスターが設計した Carré d'Art という美術館がある。そこにはかつて1952年に焼失したニームの市民劇場があった。この美術館は鉄骨とガラスでできた現代建築でメゾン・カレとは対照的だが、設計にあたって古代のポルチコや円柱の配置といった特徴を意識している。

## 影響
メゾン・カレは、パリの新古典主義建築であるマドレーヌ寺院やアメリカ合衆国のヴァージニア州議会議事堂に影響を与えている。後者はトーマス・ジェファーソンの設計で、彼は1785年に駐フランス公使を務めたときにメゾン・カレの石膏模型を作っていた。

## 世界遺産

### 登録基準
この世界遺産は世界遺産登録基準のうち、以下の条件を満たし、登録された（以下の基準は世界遺産センター公表の登録基準からの翻訳、引用である）。
- (4) 人類の歴史上重要な時代を例証する建築様式、建築物群、技術の集積または景観の優れた例。